# California (nave ospedale)
La California (già Albania) è stata una nave ospedale della Regia Marina, già piroscafo passeggeri italiano.

## Storia
Costruita tra il 1919 ed il 1921 nei cantieri Scott di Greenock, la nave era originariamente un grosso piroscafo passeggeri da 12.768 (solo in seguito aumentate a 13.060) tonnellate di stazza lorda, di proprietà della compagnia britannica Cunard Line: battezzata inizialmente Aurania, la nave entrò infine in servizio come Albania. L'Albania fu la prima nave ad essere costruita per la Cunard dopo la prima guerra mondiale. Dopo il completamento la nave lasciò Liverpool per Queenstown e New York agli ordini del capitano Brown, per il suo viaggio inaugurale, il 19 gennaio 1921.
La Cunard impiegò l'Albania per il trasporto dei passeggeri sulle rotte dell'America settentrionale: inizialmente, dal 1921 all'aprile 1922, sulla rotta per Halifax e New York, poi, dal 20 aprile 1922, sulla rotta Liverpool-Québec-Montréal. Nel corso del 1922 la nave venne riassegnata alla linea Liverpool-Boston-New York. Il 27 agosto 1925 il piroscafo effettuò il suo ultimo viaggio per conto della Cunard, sulla linea Londra-Southampton-Cherbourg-New York. Nel corso del 1925, dopo l'entrata in servizio di tre nuovi piroscafi per i collegamenti con il Canada, la Cunard mise in disarmo l'Albania.
Nel 1930 la nave venne venduta alla Navigazione Libera Triestina. Iscritta con matricola 306 al Compartimento marittimo di Trieste, la nave venne ribattezzata California e sottoposta a lavori di trasformazione, che ridussero l'iniziale capienza di 500 passeggeri in classe cabina a 130 in prima classe e 30 in seconda. Destinata alla tratta Trieste-Seattle, l'unità lasciò Genova per il primo viaggio su questa linea l'11 dicembre 1930.

Prima dell'inizio della guerra d'Etiopia, la California fu una delle sei navi passeggeri (le altre erano Vienna, Gradisca, Helouan, Aquileia e Cesarea) noleggiate tra il giugno e l'ottobre 1935 dalla Regia Marina per aggiungersi alle due già impiegate (Urania e Tevere) per il trasporto dei feriti e dei malati tra le truppe inviate in Eritrea e Somalia in preparazione dell'invasione. Dotate di attrezzature molto all'avanguardia per l'epoca (tra cui apparati di condizionamento dell’aria), queste navi non vennero classificate e denunciate presso gli appositi organismi internazionali come navi ospedale, ma come «navi trasporto infermi»: dato che delle navi ospedale non avrebbero potuto trasportare truppe e rifornimenti ma solo feriti e malati, tale classificazione venne ideata per poter utilizzate le unità in questione come trasporti di truppe e rifornimenti per le operazioni in Eritrea e Somalia all'andata, senza ledere le convenzioni internazionali, e per rimpatriare e curare feriti e malati al ritorno (le missioni delle navi trasporto infermi si concludevano sempre a Napoli). Tale decisione venne motivata anche dal fatto che occorreva sfruttare appieno ogni singolo viaggio, dato che Massaua, Chisimaio e gli altri porti di Eritrea e Somalia erano scarsamente ricettivi ed attrezzati in maniera non adeguata. Ugualmente provviste di dotazioni sanitarie e di personale medico, le navi trasporto infermi si distinguevano dalle navi ospedale per la colorazione, bianca ma priva di croci rosse e strisce verdi prescritte per tali unità. 

Il California subito dopo il passaggio al Lloyd Triestino.

Qualora fossero insorte più serie complicazioni con il Regno Unito era stato deciso che le navi trasporto infermi sarebbero state subito denunciate a Ginevra come vere e proprie navi ospedale, ma tale risoluzione non venne mai attuata. Dal dicembre 1935 al 1936-1937 (tra il 1935 ed il 1937 le navi trasporto infermi compirono in tutto 104 missioni, trasportando 42.273 tra feriti e malati) la California, dotata di 785 posti letto (risultando in questo la più capiente tra le unità utilizzate), venne quindi impiegata tra l'Italia e la futura Africa Orientale Italiana. La nave, la cui conversione era stata eseguita in tempi molto brevi, servì anche per l'assistenza medicale del personale portuale di Massaua.
Posta in disarmo ad inizio del 1938, la California non venne restituita agli armatori, restando invece «a disposizione del Governo per essere adibita a nave ospedale». Nel frattempo il piroscafo aveva cambiato proprietario: nel 1937 (per altra fonte nel 1933), con l'assorbimento della Navigazione Libera Triestina da parte della Società Italia e del Lloyd Triestino, il California era stato rilevato da quest'ultimo.

Il California sul finire della primavera 1940, durante il riarmo.

In vista dell'ingresso dell'Italia nella seconda guerra mondiale, il California venne requisito a Napoli la sera del 23 maggio 1940, per ordine telegrafico dello Stato Maggiore della Regia Marina, ed iscritto nel ruolo del naviglio ausiliario dello Stato (più precisamente del Naviglio Ausiliario Autonomo) il 13 giugno 1940 (data che risulta anche come quella della requisizione formale), questa volta come vera e propria nave ospedale, con 770 posti letto. Ridipinta pertanto secondo le norme stabilite dalla Convenzione di Ginevra per le navi ospedale (scafo e sovrastrutture bianche, fascia verde interrotta da croci rosse sullo scafo e croci rosse sui fumaioli), la nave, dotata di adeguate attrezzature sanitarie ed imbarcato personale medico, si ritrovò, insieme all'Aquileia, ad essere una delle uniche due navi ospedale italiane già in servizio alla data dell'ingresso in guerra dell'Italia.

Il California viene trainato verso l’ormeggio a Napoli, negli ultimi giorni del luglio 1940. La nave, proveniente da Bengasi con malati e feriti dell’incrociatore Bande Nere, ha a bordo anche i corpi di alcuni caduti, come indica la bandiera issata a metà del cavo (un equivalente della bandiera a mezz'asta).

Nel luglio 1940 la California effettuò due missioni alla volta della Libia. Il 20 luglio 1940 la nave ospedale, giunta a Bengasi, imbarcò, oltre ai malati fra le truppe operanti in Cirenaica, anche i feriti dell'incrociatore leggero Giovanni delle Bande Nere, danneggiato il giorno precedente durante lo scontro di Capo Spada. La nave rientrò poi a Napoli sul finire del mese.
Nuovamente inviata a Bengasi, la nave ospedale era all'ormeggio in quel porto durante l'attacco aereo inglese (ad opera di parte di nove Fairey Swordfish dell'815° Squadron della Fleet Air Arm lanciati dalla portaerei Illustrious) della notte tra il 16 ed il 17 settembre 1940, nel quale (od immediatamente dopo il quale, per via delle mine posate da alcuni velivoli all'imboccatura del porto) vennero affondati i cacciatorpediniere Borea ed Aquilone ed i piroscafi Maria Eugenia e Gloriastella, mentre rimasero danneggiati gravemente la torpediniera Cigno e la motonave Francesco Barbaro, nonché, in maniera più lieve, il rimorchiatore Salvatore Primo, il cacciatorpediniere Turbine ed il pontone a biga Giuliana. Durante l'incursione la California venne sorvolata da due degli aerei, che tuttavia non l'attaccarono, preferendo sganciare le proprie bombe contro la Cigno ed il Gloriastella. Durante la nottata e tutta la mattina del 17 settembre la nave ospedale venne coinvolta attivamente nelle cure dei numerosi feriti tra gli equipaggi delle unità colpite (tra cui gran parte dei naufraghi dell'Aquilone, saltato su due mine dopo essere uscito dal porto).
Pochi giorni dopo, alle dieci di sera del 19 settembre, durante un nuovo attacco aereo britannico su Bengasi, la California venne lievemente danneggiata da schegge. Dato che la nave ospedale si trovava a luci spente per ordine del Comando Marina di Bengasi, in virtù delle norme sull'oscuramento, e pertanto non era riconoscibile, l'accaduto non venne denunciato.
La nave effettuò anche missioni di trasporto feriti e malati dall'Albania, come quella del 14-18 dicembre 1940, da Bari a Valona e ritorno.

La nave semiaffondata a Siracusa, il giorno successivo al siluramento.

Nella notte tra il 10 e l'11 agosto 1941 la California, mentre era alla fonda, oscurata, nella rada di Siracusa, venne colpita (poco dopo le undici di sera del 10 agosto) da un aerosilurante britannico, durante un attacco aereo iniziato alle 23 del 10 ottobre e terminato alle 00.25 dell'11. Vi fu una vittima tra l'equipaggio, e la nave, fortemente appoppata, venne portata a posarsi su un fondale di dieci metri, restando con la poppa semisommersa sino al ponte di coperta incluso, e la zona centrale e prodiera emergente. La propaganda italiana parlò di attacco intenzionale, ma, considerando che la nave era a luci spente, valgono le stesse considerazioni sull'episodio del 19 settembre 1940. Tre mesi dopo l'affondamento tre aviatori britannici dello stesso Squadron di quelli autori dell'attacco, precipitati in Sicilia con il loro aereo causa maltempo, vennero interrogati dal maggiore del Servizio Informazioni Militari del Regio Esercito Alberto Bechi Luserna ed affermarono che ricognitori britannici avessero fotografato la California, identificandola come nave ospedale, il 10 agosto 1941, ma che agli equipaggi destinati a partecipare all'attacco fosse stata fornita una foto modificata, in cui la nave appariva priva delle croci rosse identificative. Tale versione non è stata mai confermata né smentita da fonti ufficiali.

L’inizio dei lavori di recupero, il 17 agosto 1941.

Grazie al basso fondale fu possibile recuperare gran parte degli arredi e delle attrezzature sanitarie, poi impiegate per allestire, nel novembre 1941, la nave ospedale Città di Trapani. 

Un'altra immagine degli infruttuosi tentativi di recupero della California.

Le operazioni di recupero della nave, che iniziarono già il 17 agosto 1941 e coinvolsero pontoni e rimorchiatori, vennero invece vanificate dagli effetti del mare mosso, che danneggiò e sforzò lo scafo, da un grave incendio scoppiato a bordo ed infine da una forte mareggiata, che, il 13 ottobre 1941, causò il completo affondamento della California. Il relitto della nave ospedale, recuperato nel dopoguerra, non poté che essere demolito.
Nel corso del secondo conflitto mondiale la nave aveva effettuato complessivamente 32 missioni, trasportando in tutto 24.000 tra feriti e malati.